# 一町田信清
一町田 信清（いっちょうだ のぶきよ）は、戦国時代から安土桃山時代にかけての武将。津軽氏の家臣。一町田氏2代当主。

## 略歴
一町田氏は津軽氏の庶流。
信清は陸奥国中津軽郡一町田村（後に独狐村）に屋敷を構えた。津軽為信に仕えて、元亀2年（1571年）5月5日の石川城攻めなどに加わった。天正2年（1574年）8月13日の大光寺城攻めにおいて、津軽氏は城代滝本重行の奮戦で撤退を余儀なくされ、信清も討ち死にした。